# Rocío San Miguel
Rocío San Miguel (Caracas, Veneçuela, 1966) és una advocada i activista de drets humans veneçolana, especialista en temes militars i president de l'ONG Control Ciutadà, una associació civil que el seu objectiu és la supervisió dels ciutadans en temes de seguretat nacional, de defensa i de les Forces Armades. També supervisa els compromisos de l'Estat veneçolà amb l'Estatut de Roma i la Comissió Interamericana de Drets Humans (CIDH).
Rocío San Miguel ha sofert una constant fustigació per part de funcionaris del govern veneçolà i de persones anònimes, a més de difamació a través de diferents mitjans televisius, impresos i radials estatals. El 18 de gener de 2012 la Comissió Interamericana de Drets Humans va atorgar mesures cautelars de protecció a favor de Rocío i la seva filla.
El 29 de juny de 2012, el Servei Bolivariano d'Intel·ligència Nacional (SEBIN) va aplanar la residència germano de Rocío, José Manuel San Miguel. El 25 de març de 2014, el president Nicolás Maduro va fer declaracions difamatòries en cadena nacional contra Rocío i la va acusar d'estar involucrada en un intent de cop d'Estat. Uns dies abans, el 18 de març de 2014, un desconegut es va acostar a ella mentre estava en el seu vehicle i la va amenaçar en reiterades oportunitats. El 2 de maig de 2014, el ministre d'Interior i Justícia que estava al càrrec en aquell moment, Miguel Rodríguez Torres, va acusar Rocío de ser una espia. San Miguel també ha estat atacada repetidament per Diosdado Cabell al seu programa de televisió Amb el Mall Donant.